# 논산중학교
논산중학교(論山中學校)는 대한민국 충청남도 논산시 부창동에 있는 공립 중학교이다.

## 학교 연혁
- 1951년 9월 1일 : 논산중학교 설립인가(12학급) 문보 제207호
- 1951년 10월 17일 : 개교
- 2023년 3월 1일 : 제32대 이우열 교장 부임
- 2024년 1월 19일 : 제73회 졸업식(89명 졸업, 20,315명)
- 2024년 3월 1일 : 학칙변경 인가(일반학급 13학급, 특수학급 3학급)
- 2024년 3월 4일 : 신입생 입학(109명)

## 참고 자료
- 논산중학교 - 한국교육학술정보원 학교알리미